# 廣田行生
廣田 行生（ひろた こうせい、1951年2月12日 - ）は、日本の俳優、声優。福岡県柳川市出身。

## 来歴
玉川大学文学部芸術学科卒業。
1974年、現代演劇協会附属演劇学校入学。1975年、円演劇研究所入所。1979年、演劇集団 円の会員に昇格。『堂々たるコキュ』で初舞台。

## 人物
声種はバリトン。特技はギター、日本太鼓、博多弁。
舞台出演のほか、テレビドラマや声優として洋画の吹き替え・アニメなどでも活躍している。吹き替えではダニー・トレホをほぼ専属で担当している。また、ロン・パールマンも数多く担当している。スパイダーマンでは、2003年夏ごろから2006年1月までJ・ジョナ・ジェイムソン役を担当している。

## 出演
太字はメインキャラクター。

### テレビアニメ
1995年
- 闇夜の時代劇（徳川家康、明智光秀）

1997年
- 名探偵コナン（1997年 - 2022年、テキーラ、長門秀臣、有元懇治、宅配便の男性、石垣忠、中村進、神立文幸、森川雄山 他）

1998年
- 南海奇皇（サミュエル・J・トージョー）

1999年
- カウボーイビバップ（ウダイ・タクシム）
- ∀ガンダム（クワウトル）
- ワイルドアームズ トワイライトヴェノム（カシム）

2001年
- 旋風の用心棒（アライグマ）
- 神鵰侠侶 コンドルヒーロー（ナレーション）

2002年
- ガンフロンティア（タタンダール）
- キディ・グレイド（提督）
- 攻殻機動隊 STAND ALONE COMPLEX（テロリスト）
- サイボーグ009 THE CYBORG SOLDIER（資本家A）
- 爆転シュート ベイブレード2002（ザガード）
- ヒートガイジェイ（ヴァルター・ユルゲンス）
- ヒカルの碁（御器曾）
- フルメタル・パニック!（マスター、セイラー艦長）
- ペコラ（クマダ巡査）

2003年
- SUBMARINE SUPER 99（ガイ・ゼルバート）
- ふたつのスピカ（秋の父）

2004年
- お伽草子（虎熊）
- 攻殻機動隊 S.A.C. 2nd GIG（海上庁長官）
- 火の鳥（木壇）

2005年
- CLUSTER EDGE（カジノのオーナー）
- ケロロ軍曹（ジュリー人）
- NARUTO -ナルト-（五寸釘）
- BLEACH（大宇奈原厳呉郎）
- MAJOR 2nd season（大貫明）

2006年
- コヨーテ ラグタイムショー（ポニェク）
- すもももももも 地上最強のヨメ（親方）
- デジモンセイバーズ（メルクリモン）
- ひぐらしのなく頃に（2006年 - 2007年、魅音の父、園崎三郎） - 2シリーズ
- MUSASHI -GUN道-（荼毘の字）

2007年
- 古代王者 恐竜キング Dキッズ・アドベンチャー（2007年 - 2008年、モーガン、黒髭） - 2シリーズ
- ぼくらの（豊田）
- レ・ミゼラブル 少女コゼット（質屋の主人）

2008年
- カイバ
- ゴルゴ13（ホイットニー）
- 二十面相の娘（座長）
- BLUE DRAGON 天界の七竜（タルコフスキー）
- ミチコとハッチン（役人）

2009年
- 狼と香辛料II（アロルド・エクルンド）

2010年
- COBRA THE ANIMATION（ザール）
- ぬらりひょんの孫（2010年 - 2011年、ガゴゼ） - 2シリーズ
- HEROMAN（AANパイロット）

2011年
- 銀魂'（米裏葛之助）

2012年
- GON -ゴン-（カイ）
- ヨルムンガンド（副司令） - 2シリーズ
- ONE PIECE（2012年 - 2024年、シューゾ、ハック）

2013年
- 義風堂々!! 兼続と慶次（前田利家）
- キルラキル（黒井戸滝司）
- THE UNLIMITED 兵部京介（カーン）
- 八犬伝―東方八犬異聞― 第二期（ヤナ）
- ビーストサーガ（アルダイル）

2014年
- キャプテン・アース（ジャック）
- まじっく快斗1412（財前オーナー）

2015年
- ONE PIECE エピソードオブサボ 〜3兄弟の絆 奇跡の再会と受け継がれる意志〜（ハック）

2016年
- 暗殺教室（松方園長先生）
- パズドラクロス（覚醒ゼウス）
- ブレイブウィッチーズ（クラウス・マンネルヘイム）

2017年
- 銀の墓守り（老龍）
- クレヨンしんちゃん（ボス）
- プリンセス・プリンシパル（ダニー・マクビーン）
- 血界戦線 & BEYOND（ゲーネン将軍）

2018年
- 博多豚骨ラーメンズ（剛田源造）
- ヴァイオレット・エヴァーガーデン（メルクロフ准将）
- ドラえもん（テレビ朝日版第2期）（大天狗）

2019年
- ダイヤのA actII（新田幸造）
- 忍たま乱太郎（城主）
- スター☆トゥインクルプリキュア（フレア）
- コップクラフト（ドミンゴ・トゥルテ）
- ゲゲゲの鬼太郎（第6作）（魍魎）

2020年
- ひぐらしのなく頃に業（園崎三郎）

2021年
- ドラゴンクエスト ダイの大冒険 (2020)（2021年 - 2022年、ベンガーナ王）
- NIGHT HEAD 2041（ロシュコフ イワノフ）

2022年
- ニンジャラ（2022年 - 2023年、アレン）
- BIRDIE WING -Golf Girls' Story-（2022年 - 2023年、天鷲剛三） - 2シリーズ
- チェンソーマン（ヤクザ）

2023年
- 異世界のんびり農家（ドノバン）
- 贄姫と獣の王（トッド料理長）
- アンデッドガール・マーダーファルス（レストレード）
- わたしの幸せな結婚（2023年 - 2025年、鶴木義浪 / 薄刃義浪） - 2シリーズ

2024年
- 魔女と野獣（ファーマス）

### 劇場アニメ
- 機動戦士ガンダム 特別版（2000年、デニム）
- 人狼 JIN-ROH（2000年、室戸文明）
- 名探偵コナン 紺碧の棺（2007年、警察無線）
- いばらの王 -King of Thorn-（2010年、アレッサンドロ・ペッチノ）
- REDLINE（2010年、ロボワールド大統領[21]）
- 劇場版 NARUTO -ナルト- ブラッド・プリズン（2011年、カザン）
- 名探偵コナン 絶海の探偵（2013年、立石由紀夫[22]）
- クレヨンしんちゃん 爆盛!カンフーボーイズ〜拉麺大乱〜（2018年、ドン・パンパン[23]）
- PSYCHO-PASS サイコパス Sinners of the System Case.2 First Guardian（港屋門斗）
- 鬼太郎誕生 ゲゲゲの謎 （2023年）

### OVA
- アニメ古典文学館（2004年、兼房）
- 仮面のメイドガイ 特別編（2008年、カメ）
- 間の楔 第2期（2012年、マキシ）

### Webアニメ
- ファントム オブ キル -Zeroからの反逆-（2016年、執政官[24]）

### ゲーム
2000年
- スタートレック:ボーグ（ニコライ・アンドロポフ艦長〈バリー・バンチ〉）

2001年
- サクラ大戦3 〜巴里は燃えているか〜（サンテ刑務所所長）

2002年
- ヒカルの碁 平安幻想異聞録（朱雀）

2003年
- 怪盗スライ・クーパー（マグショット・ザ・ギャングマスター）

2004年
- クラッシュ・バンディクー 爆走!ニトロカート（クランク）
- サクラ大戦V EPISODE 0〜荒野のサムライ娘〜（レオニダス・ヴァンドーン）
- デカボイス

2005年
- 機動戦士ガンダム 一年戦争（デニム曹長）

2006年
- バテン・カイトスII 始まりの翼と神々の嗣子（ラムバリ）

2007年
- SDガンダム GGENERATION（2007年 - 2025年、デニム） - 4作品
- Gears of War（マーカス・フェニックス）
- Halo 3（ジョンソン上級軍曹）

2008年
- ソウルキャリバーIV（ナイトメア）
- 天誅 4（権平金蔵）

2009年
- Gears of War 2（マーカス・フェニックス）
- ソウルキャリバー Broken Destiny（ナイトメア）

2011年
- Gears of War 3（マーカス・フェニックス）
- シャドウ オブ ザ ダムド（タフガイX）

2012年
- 機動戦士ガンダム オンライン（デニム）
- 機動戦士ガンダム 木馬の軌跡（デニム曹長）
- ブレイブリーデフォルト フライングフェアリー（キャプテン・バルバロッサ）

2013年
- アサシン クリード IV ブラック フラッグ（エドワード・サッチ）
- ブレイブリーデフォルト フォーザ・シークウェル（キャプテン・バルバロッサ）

2014年
- グランブルーファンタジー（ガラドア）
- スーパーロボット大戦OGサーガ 魔装機神F COFFIN OF THE END（ブラッシュ・ネンバー）

2015年
- The Order:1886
- デビル メイ クライ4 スペシャルエディション（バエル、ダゴン）
- ブレイブリーセカンド（ハイレディン・バルバロッサ）
- コール オブ デューティ ブラックオプス3（フロイド・キャンベル）

2016年
- ドラゴンボールヒーローズ（2016年 - 、グレイビー） - 2作品

2017年
- バイオハザード7 レジデント イービル（ジョー・ベイカー）

2019年
- ラングリッサー モバイル（ギザロフ）

2020年
- プリンセスコネクト!Re:Dive（カズマサ）

2022年
- ディアブロイモータル（語られざる者）

2023年
- インフィニティ ストラッシュ ドラゴンクエスト ダイの大冒険（ベンガーナ国王）

### ドラマCD
- 石坂洋次郎〜陽のあたる坂道（語り）
- SUPER LOVERS 2（大家のじーさん）
- ぬらりひょんの孫 音盤劇話抄（ガゴゼ）

### BLCD
- 英国妖異譚3 囚われの一角獣（ビリー・ウェルダン）
- 好みじゃなかと（玄）
- 好きこそ恋の絶対（西越）

### ラジオドラマ
- NHK-FM FMシアター
  - 「奇跡」（2005年）
  - 「相方のあり方」（2010年）
  - 「ビオレタ」（2015年）
  - 「ロボット・イン・ザ・ガーデン」（2017年）
- NHK-FM 青春アドベンチャー
  - 「アドリア海の復讐」（1994年） - カルペナ
  - 「碧眼の反逆児 天草四郎」（2009年） - 山善
  - 「ピエタ」（2012年） - 闇のガイドの男
  - 「月蝕島の魔物」（2012年） - ゴードン
  - 「ツングース特命隊」（2013年） - 老人
  - 「獅子の城塞」（2014年）
  - 「砂漠の王子とタンムズの樹」（2014年） - ギース
  - 「火喰鳥 羽州ぼろ鳶組」（2018年7月23日 - 8月3日）[31] - 北条六右衛門 役
- VOMIC ぬらりひょんの孫（ガゴゼ）
- フルメタル・パニック! 踊るベリー・メリー・クリスマス（キリー・B・セイラー艦長）

### 吹き替え

#### 担当俳優
ヴィニー・ジョーンズ
- ザ・ケープ 漆黒のヒーロー（ドミニク・ラウール / スケールズ）
- スナッチ（“ブレットトゥース”トニー）※ソフト版
- ロック、ストック&トゥー・スモーキング・バレルズ（ビッグ・クリス）

クリス・マルケイ
- GRIMM/グリム シーズン3（バート〈モンローの父〉）
- HAWAII FIVE-0 シーズン9 #7（ペティファー）
- 犯罪捜査官ネイビーファイル シーズン8（フェルプス大佐）
- ブロークン・トレイル 遥かなる旅路（エド・“ビッグ・イアーズ”・バイウォーターズ）

クリフトン・パウエル
- ザ・グリード（メイスン）※テレビ朝日版
- フェイク シティ2（ファウラー）
- ブラックライトニング（ジェレマイア・ホルト牧師）

シン・フィオン
- アンディ・ラウの野獣戦線（チャン・フェイアン）
- 狼 男たちの挽歌・最終章（ジョニー）※カルチュア・パブリッシャーズ版
- ゴッド・ギャンブラー（ガウ）※DVD版
- ゴッド・ギャンブラーII（ガウ）※DVD版

タイタス・ウェリヴァー
- アルゴ（ジョン・ベイツ）
- マーベル・シネマティック・ユニバース（フェリックス・ブレイク）
  - エージェント・オブ・シールド
  - マーベル・ワンショット

ダニー・トレホ
- NCIS:LA 〜極秘潜入捜査班 シーズン5 #11（トゥホン）
- LA's FINEST/ロサンゼルス捜査官 シーズン2 #1（ルーベン・ベラスケス）
- 劇場版 ドーラといっしょに大冒険（猿のブーツ）
- サンズ・オブ・アナーキー（ロミロ・“ロメオ”・パラダ）
- スティーヴ・オースティン 復讐者（ドレイク）
- スパイキッズシリーズ（イサドール）
  - スパイキッズ
  - スパイキッズ2 失われた夢の島
  - スパイキッズ3-D:ゲームオーバー

- スポンジ・ボブ: スポンジ・オン・ザ・ラン（エル・ディアブロ）
- ダイナスティ シーズン3 #19（本人役）
- 沈黙の報復（チボ）
- デスパレートな妻たち2（ヘクター・ラモス）
- デス・レース2（ゴールドバーグ）
- デス・レース3 インフェルノ（ゴールドバーグ）
- デッド・オア・アライブ/監獄の街（ウォレス・ブラック）
- トゥームストーン/ザ・リベンジ（ゲレロ・デ・ラ・クルス）
  - トゥームストーン/オーバーキル

- トリプルヘッド・ジョーズ（マックス・バーンズ）
- バッド・アスシリーズ（フランク・ヴェガ）
  - バッド・アス
  - バッド・アス ジャスティス・リターンズ
  - バッド・アス マッド・リベンジ

- バブル・ボーイ（スリム）
- ブライド・ウエポン（ビッグ・ビズ）
- THE FLASH/フラッシュ シーズン4 - （ジョシュ / ブリーチャー）
- ブルックリン・ナイン-ナイン シーズン5 #10（オスカー・ディアス）
- ブレイキング・バッド（トルトゥーガ）
- プレデターズ（クッチーロ）
- BONES シーズン7 #19（エドワード・“エディ”・ガラーノ司教）
- ボバ・フェット/The Book of Boba Fett（ランコアの飼育人）
- マチェーテ（マチェーテ）
- マチェーテ・キルズ（マチェーテ）

トニー・トッド
- アンドロメダ（フェルドマン・メティス）
- クリープゾーン マインド・コントロール（レジー）
- スターゲイト SG-1（ハイコン卿）
- ロード・トゥ・ヘブン（エド・トム）

ニック・ノルティ
- L.A. ギャング ストーリー（パーカー市警本部長）
- トロピック・サンダー/史上最低の作戦（ジョン・“フォーリーフ”・テイバック）
- リベンジ・トラップ/美しすぎる罠（ミッチェル・ウェルズ）

ビル・デューク
- ゲット・リッチ・オア・ダイ・トライン（リーヴァー・ケイヒル）
- ノーマンズ・ランド（マルコム）※テレビ東京版
- LOST シーズン3 #4（ハリス刑務所長）

ランス・ヘンリクセン
- エイプ2003（ハーロン・ノウルズ）
- パンプキンヘッド 復讐の謝肉祭（エド・ハーリー）
- ロスト・ボイジー（デヴィット）

リチャード・ガント
- チャームド 〜魔女3姉妹〜（ヘッドウィッチドクター）
- チャーリーと18人のキッズ in ブートキャンプ（バック大佐）
- ディボーシング・ジャック（パーカー）

ロン・パールマン
- インスティゲイターズ 〜強盗ふたりとセラピスト〜（ミチェッリ市長）
- スターリングラード（クリコフ）※日本テレビ版
- スティーヴン・キングのデスペレーション（コリー・エントラギアン）
- ダウン（ミッチェル）※ソフト版
- ドライヴ（ニーノ）
- ドント・ルック・アップ（ベネディクト・ドラスク大佐）
- ナイトメア・アリー（ブルーノ）
- ネメシス/S.T.X（レムス人副長官）
- THE BLACKLIST/ブラックリスト シーズン2 #9（ルーサー・ブラクストン）
- BUNRAK（ニコラ）
- ポーカー・フェイス（スターリング・フロスト・シニア）

#### 映画（吹き替え）
- 愛されちゃって、マフィア（ジョー・スピネル）
- アウト・オブ・サイト（ダニエル・バードン〈ウェンデル・B・ハリス・Jr.〉、フィリップ）※ソフト版
- 悪魔のくちづけ（ガルモイ氏〈ジェラード・マクソーリー〉）
- アトミック・トレイン ※テレビ朝日版
- アドレナリン（カリート〈カルロス・サンス〉）
- アポストル 復讐の掟（クイン〈マーク・ルイス・ジョーンズ〉）
- アメリカン・ミー（J.D.〈ウィリアム・フォーサイス〉）
- アリス・イン・ワンダーランド（ベイヤード）※劇場公開版
  - アリス・イン・ワンダーランド/時間の旅
- アンソニー・ロビンズ 運命とのデート（トニー・ロビンズ / アンソニー・ロビンズ〈本人〉）
  - アンソニー・ロビンズ あなたが運命を変える
- アルゴ（スタンスフィールド・ターナーCIA長官〈フィリップ・ベイカー・ホール〉）
- イレイザー（J・スカー〈マーク・ロルストン〉）※日本テレビ版
- イントルード 人類消滅（ウォレス〈ステイシー・キーチ〉）
- インビジブル ※ソフト版
- インファナル・アフェア（ウォン警視〈アンソニー・ウォン〉）※ソフト版
- インベイド（ゴルシコフ〈フリスト・ショポフ〉）
- ヴェロニカ・ゲリン（ジョン・トレイナー〈キアラン・ハインズ〉）
- ウォーター・パニック in L.A.（サイモン〈クリストファー・ペリー〉）
- ウォーターワールド（ノード〈ジェラード・マーフィー〉）※テレビ東京版
- ウルトラ I LOVE YOU!（ダニー〈キース・デイヴィッド〉）
- ヴァンキッシュ（デイモン〈モーガン・フリーマン〉）
- エアフォース・ワン（フィリップス）※ソフト版
- エクスペリメント（デーリング教官）
- エグゼクティブ・デシジョン（機長）※テレビ朝日版
- エネミー・ライン4 ネイビーシールズ最前線（リックス中佐〈トム・サイズモア〉）
- エル・コルテス（アーニー〈ジェームズ・マクダニエル〉）
- 遠距離恋愛 彼女の決断（ヒュー）
- エンジェル ウォーズ（ドイツ軍指揮官）
- エントラップメント（警備主任）※ソフト版
- OSS 117 私を愛したカフェオーレ（ペルチエ）
- オー・ブラザー!（ホーマー・ストークス〈ウェイン・デュヴァル〉）
- オール・ザ・キングスメン（シュガー・ボーイ〈ジャッキー・アール・ヘイリー〉）
- ガーディアンズ・オブ・ギャラクシー:リミックス（テイザーフェイス〈クリス・サリヴァン〉[32]）
- 壊滅暴風圏/カテゴリー6（トルネード・トミー〈ランディ・クエイド〉）※ソフト版
- 壊滅暴風圏II/カテゴリー7（トルネード・トミー〈ランディ・クエイド〉）
- カオスファクター（マックス〈フレッド・ウォード〉）
- カサンドロ リング上のドラァグクイーン（ロレンソ〈ホアキン・コシオ〉）
- 彼女はホログラム・スター
- 奇跡の絆（アール・ホール〈ジョン・ヴォイト〉）
- キャリー2（ボイド、エリックの父）
- ギャング・オブ・ニューヨーク（ハッピー・ジャック〈ジョン・C・ライリー〉）※ソフト版
- キャンプ・ロック2 ファイナル・ジャム（アクセル〈ダニエル・カッシュ〉）
- 宮廷料理人ヴァテール（コルベール）
- 凶悪海域/シャーク・スウォーム（ハミルトン・ラックス〈アーマンド・アサンテ〉）
- 脅迫者 バッド・スパイラル（ベニー〈ピーター・ケント〉）
- キラーコンドーム（刑事部長）
- キング（フォルスタッフ〈ジョエル・エドガートン〉）
- キング・コング
- グッド・ガール バッド・ガール（グロメク〈グレアム・マクタヴィッシュ〉）
- グラスハウス（キム先生〈マイケル・ポール・チャン〉）※テレビ朝日版
- グリマーマン（ドナルド・カニンガム〈ジョン・M・ジャクソン〉）※テレビ朝日版
- K-911（ファット・トミー）
- ゲーム（フォーリー刑事、ヴィクター）※ソフト版
- go（ヴィクター・シニア〈J・E・フリーマン〉）
- コーキー・ロマーノ FBI潜入捜査官?（トニー）
- コン・エアー（テッド・グラッソ）※テレビ朝日版
- コンタクト（ジョセフ〈ジェイク・ビジー〉）※テレビ東京版
- 13ウォーリアーズ（ヘルフダン〈クライヴ・ラッセル〉）
- ザ・ウォッチャー（ホリス・マッキー〈クリス・エリス〉）※ソフト版
- ザ・エージェント（デニス・ウィルバーン〈グレン・フライ〉）※日本テレビ版
- ザ・グラディエーター/復讐のコロシアム（マルクス・クラッスス〈パトリック・バーギン〉）
- ザ・ダイバー（マック・ブラシア〈カール・ランブリー〉、ハーティガン大佐〈デヴィッド・キース〉）
- 殺戮職人芝刈男（オーティス・ワシントン）
- サドン・デス ※テレビ朝日版
- ザ・ネスト（エライアス・ジョンソン市長〈ロバート・ランシング〉）
- サハラ 死の砂漠を脱出せよ ※テレビ東京版
- ザ・メキシカン（ジョー〈カスチュロ・ゲッラ〉）※ソフト版
- シークレット/嵐の夜に（タイ・スミス〈キース・キャラダイン〉）
- シークレット・ルーム（マックス）
- ジェラティノス（カートライト将軍）
- 地獄曼陀羅 アシュラ（シン警部）
- 静かなる男（“レッド”・ウィル・ダナハー〈ヴィクター・マクラグレン〉）※スター・チャンネル版
- シビル・アクション（ジョン・ライリー〈ダン・ヘダヤ〉）
- シャーク・ハンター（ハリントン）
- ジャッカル（ボリトノフ大佐）※日本テレビ版
- シャレード（テックス・ペンスロー〈ジェームズ・コバーン〉）※ソフト版
- シャレード（ザダペック〈テッド・レヴィン〉）
- ジャンヌ・ダルク（デュノワ伯〈チェッキー・カリョ〉）※ソフト版
- シャンハイ・ヌーン（ネーサン・ヴァン・クリーフ〈ザンダー・バークレー〉）※ソフト版
- 12人の怒れる男（陪審員3番）
- ジュマンジ（バム〈ロイド・ベリー〉）※新盤DVD・BD版
- ズールー大戦争（シャカ王）
- スコーピオン・キング ※日本テレビ版
- スズメバチ（アヴェディン・ネクセップ）※ソフト版
- スタートレックIII ミスター・スポックを探せ!（モルツ〈ジョン・ラロケット〉）※ソフト版
- スタートレックIV 故郷への長い道（クリンゴン大使）※ソフト版
- スタートレックVI 未知の世界（クリンゴン大使）※新ソフト版
- スチュアート・リトル（シャーマン刑事〈ジョン・ポリト〉）※テレビ朝日版
- スチュアート・リトル2（配管工〈ブラッド・ギャレット〉）
- スティーブ・マーティンのロンリー・ガイ（編集長〈ロジャー・ロビンソン〉）
- スナッチ（アビー〈デニス・ファリーナ〉）※デラックス・エディション版
- スノー・バディーズ 小さな5匹の大冒険（バーニー〈ジェームズ・ベルーシ〉）
- スパイモンキー（ヒューゴ）
- スパニッシュ・プリズナー（ジョーンズ刑事）
- セイブ・ザ・ワールド（アレクシ・チェルカソフ）
- セブン（マーティン・タルボット地方検事〈リチャード・ラウンドトゥリー〉）※テレビ朝日版
- セラフィム・フォールズ（ヘイズ〈マイケル・ウィンコット〉）
- 戦場のピアニスト（ナチス親衛隊将校）
- 潜水艦クルスクの生存者たち（ウラジーミル・ペトレンコ大将〈マックス・フォン・シドー〉）
- ダークシティ（ウォール〈ブルース・スペンス〉）※ソフト版
- ダークナイト ライジング（盲目の囚人〈ウーリ・ガヴリエル〉）
- ターザン 失われた都市（ドゥーリー船長〈イアン・ロバーツ〉）
- ターミネーター2018（ボーグ〈ルイス・オマール〉）
- タイガーランド（エズラ・ランダース軍曹）
- タイタンズを忘れない（ポール・“ドク”・ハインズ）
- 題名のない子守唄（黒カビ〈ミケーレ・プラチド〉）
- ダイヤモンド・イン・パラダイス（スタッフフォード捜査官〈ミケルティ・ウィリアムソン〉）※テレビ東京版
- ダウンドラフト（スパイク）
- 007は二度死ぬ（ヘンダーソン〈チャールズ・グレイ〉）※ソフト版
- 007 ワールド・イズ・ノット・イナフ（アカケビット）※ソフト版
- ダニエル/悪魔の赤ちゃん（パーキンス巡査部長）
- ダブルチーム（モイシェ）※テレビ朝日版
- チルファクター
- 沈黙の聖戦（モンコル）
- 沈黙のテロリスト（ベルシュボー〈マイケル・ハズリー〉）
- 追撃者（サイラス・ペイス〈ミッキー・ローク〉）※ソフト版
- D.N.A.V
- ディープ・インパクト（チャック・ホッチナー）
- デイビー・クロケット/鹿皮服の男（ビッグフット・メイソン）
- デザート・スコルピオン（アブ・ニマー）
- デッドロック（ミンゴ・ペイス〈ウェス・ステュディ〉）
- デュークス・オブ・ハザード（ロスコー・P・コルトレーン保安官〈M・C・ゲイニー〉）
- 天使VS悪魔（モンテロ警部）
- 逃走車（スミス刑事〈ジス・デ・ヴィリアーズ〉）
- トゥルー・グリット（ラッキー・ネッド・ペッパー〈バリー・ペッパー〉）
- トカレフ（ピーター・セント・ジョン巡査〈ダニー・グローヴァー〉）
- トパーズ（リコ・パラ〈ジョン・ヴァーノン〉）※BD版
- トム・グリーンのマネー・クレイジー スットコ大作戦（ジャックおじさん〈シーモア・カッセル〉）
- トレーニング デイ（ルー・ジェイコブス警部〈レイモンド・J・バリー〉）
- トレマーズ 地獄島（ビル〈リチャード・ブレイク〉）
- 9デイズ（テロリストのリーダー）
- ナショナル・セキュリティ（ナッシュ〈エリック・ロバーツ〉）
- 2012（ユーリ・カルポフ）
- ニュートン・ボーイズ（マレー）
- N.Y.殺人捜査線（ボウ〈スティーヴン・ボールドウィン〉）
- ニューヨークの恋人 ※日本テレビ版
- 人間消失 ファイナル・ウォー（ジェラルド・フィッツヒュー大統領〈ルイス・ゴセット・ジュニア〉）
- ニンジャ・アベンジャーズ（ゴロー〈菅田俊〉）
- ネットフォース（ジョニー・ストンパート〈フランク・ヴィンセント〉）※NHK版
- ネバー・ダイ・アローン（ロッキー〈タイニー・リスター・Jr.〉）
- ノイズ（アレックス〈ニック・カサヴェテス〉）※テレビ朝日版
- ノッキン・オン・ヘブンズ・ドア（ヘンク〈ティエリー・ファン・ヴェルフェーケ〉）
- ハーツ・ビート・ラウド たびだちのうた（デイヴ〈テッド・ダンソン〉）
- バーバーショップ（フレッド）
- ハーモニーベイの夜明け（看守ダックス〈ジョン・アシュトン〉）
- パールハーバー（ジャック〈トーマス・アラナ〉）
- ハイ・エクスプローシブ（ヴァンダム少佐〈イアン・ロバーツ〉）
- ハイ・クライムズ（マリンズ特別捜査官〈トム・バウアー〉）※ソフト版
- ハイド・アンド・シーク 暗闇のかくれんぼ（ハファティ保安官〈ディラン・ベイカー〉）※ソフト版
- ハイランダー ネクスト（ガーディアン〈クリスチャン・ソリメノ〉）
- パイレーツ・オブ・カリビアン/生命の泉（ガンナー〈デオビア・オパレイ〉）
- バタフライ・エフェクト3/最後の選択（ハリー・ゴールドバーグ〈ケヴィン・ヨン〉）
- バッド・ルーテナント（ジェームズ・ブラッサー〈ヴォンディ・カーティス＝ホール〉）
- バトルフロント（キース・ロドリゲ保安官〈クランシー・ブラウン〉）
- パパってなに?
- ハミルトン（ウルフソン〈クリスタ・ソダーランド〉）
- ハリー・ポッターと死の秘宝 PART1（ヤックスリー〈ピーター・マラン〉）
- ハンコック（囚人）
- ビッグ・ガン（ロッコ・クチッタ）※ニュージャパンフィルム版
- ビッグ・ヒット（パリス〈エイヴリー・ブルックス〉）
- ヒップホップ・プレジデント（ウォーターズ巡査〈レグ・E・キャシー〉）
- 人質奪還 アラブテロVSアメリカ特殊部隊（レフェンデック〈イーライ・ダンカー〉）
- ヒトラー 〜最期の12日間〜（マルティン・ボルマン〈トーマス・ティーメ〉、ローベルト・フォン・グライム〈ディートリッヒ・ホリンダーボイマー〉、ハンス・フリッチェ）
- ヒルズ・ハブ・アイズ（ボブ・カーター〈テッド・レヴィン〉）
- ビロウ（チーフ〈ニック・チンランド〉）※テレビ東京版
- ファイティング・テンプテーションズ（ジョセフ〈エディ・レヴァート〉）
- ファイナル・サンクション（ダルトン〈マイケル・マドセン〉）
- ファンキー・モンキー（リーダー〈ブライナン・シンプソン〉）
- ファントム・ファイアー（クック〈ロバート・ベルトラン〉）
- ファントムフォース
- フィフス・エレメント（マンロー将軍〈ブライオン・ジェームズ〉）※BD版
- フェイク・フィアンセ（ヴィンスの父）
- フェイス/オフ（ティト・ビオンディ〈ロバート・ウィズダム〉）※ソフト版
- フォードvsフェラーリ（ヘンリー・フォード2世〈トレイシー・レッツ〉）
- ブラック・ダリア（ラス・ミラード〈マイク・スター〉）
- ブラックブック（ギュンター・フランケン〈ワルデマー・コブス〉）
- ブラックホーク・ダウン（フィリンビ）※ソフト版
- プラトーン（ラー〈フランチェスコ・クイン〉）※テレビ東京版
- フランケンフィッシュ（ジェフ〈トーマス・アラナ〉）
- フランダースの犬（鍛冶屋ウィリアム〈ブルース・マッギル〉）
- ブルー・イグアナの夜（エディ・ヘイゼル〈ロバート・ウィズダム〉）
- ブレイジング・パーク（ハーロフ）
- ブレイド2（ライトハンマー〈ダズ・クロウフォード〉）※テレビ東京版
- ブレイド3（グリムウッド〈トリプルH〉）※テレビ東京版
- プレシディオ殺人事件（ドノヴァン大尉〈ダニエル・ローバック〉）
- ペイバック（フィリップ）※日本テレビ版
- ヘブンズ・プリズナー（マイノス・P・ドートリーヴ〈ヴォンディ・カーティス＝ホール〉）※テレビ東京版
- ヘルボーイ/ゴールデン・アーミー（死の天使〈ダグ・ジョーンズ〉）
- ベン・ハー（セクタス）※テレビ東京版
- ポストマン（マーサー〈レックス・リン〉）※ソフト版
- ホワイトシャーク 海底の白い死神（ジェームズ〈マイケル・マドセン〉）
- マーキュリー・ライジング（トーマス・ジョーダン〈シャイ・マクブライド〉）※ソフト版
- マーシャル・ロー（ハドウィック大佐）
- マイアミ・バイス（コールマン〈トム・タウルズ〉）※テレビ東京版
- マイ・ジャイアント（ウェラー）
- マイファミリー・ウェディング（ブラッド・ボイド〈フォレスト・ウィテカー〉）
- マジェスティック（エルヴィン・クライド院内顧問〈ボブ・バラバン〉、ローランド〈ブルース・キャンベル〉）
- マッドバウンド 哀しき友情（パピー・マッカラン〈ジョナサン・バンクス〉）
- マッド・ファット・ワイフ（ビッグ・ジャック・ラティモア〈テリー・クルーズ〉）
- マッドマックス:フュリオサ（オクトボス〈ゴラン・D・クルート〉[33]）
- マネー・トレイン（コワルスキー〈スキップ・サダス〉）※テレビ朝日版
- 真夜中のサバナ（フランク・ブーン刑事〈レオン・リッピー〉）
- マルホランド・ドライブ（魔術師〈リチャード・グリーン〉、ケニー）
- ミート・ザ・ジェンキンズ（オーティス・ジェンキンス〈マイケル・クラーク・ダンカン〉）
- 未知との遭遇（ワイルドビル〈ウォーレン・J・ケマーリング〉）※ソフト版
- ミッシング・タワー（ウォルター〈ヴァル・キルマー〉）
- 身代金（ボブ・ストーン）※テレビ朝日版
- ミラクル・ペティント（子だくさんの父親）
- 目撃（マイケル・マッカーティ〈リチャード・ジェンキンス〉）※ソフト版
- モメンタム（レイモンド・アディソン〈ルイス・ゴセット・ジュニア〉）
- モンキーキング 西遊記（孔子〈リック・ヤン〉）
- U.S.シールズ（フォスター・バード）
- U.S.ソルジャーズ（ルーサー〈ビル・ナン〉）
- 夕陽のガンマン（グロッギー〈ルイジ・ピスティッリ〉）※ソフト版
- ユニバーサル・ソルジャーII（オットー・メイザー〈ゲイリー・ビジー〉）
- ユニバーサル・ソルジャーIII（マーティン・ダニエルズ）
- 容疑者（スパイダー〈ウィリアム・フォーサイス〉）
- ラスト・ショット（ウィリー、パット・モリタ）
- ラスト・マン 地球最後の男（ノエ〈ハーヴェイ・カイテル〉）
- ラッセル 奇跡の始まり（ミック・ヴォーン〈ジョン・ラッツェンバーガー〉）
- リダクテッド 真実の価値（ジェームズ・スイート曹長）
- レイク・フィアー（J.D.〈デニス・ホッパー〉）
- レジェンド・オブ・アロー（ジョン王子〈ジョナサン・ハイド〉）※ソフト版
- レジョネア 戦場の狼たち（ルシアン・ガルガーニ〈ジム・カーター〉）※ソフト版
- レッドクリフ PartI（張飛〈ザン・ジンシェン〉[34]）
- レッドクリフ Part II -未来への最終決戦-（張飛〈ザン・ジンシェン〉）
- レンジャーズ 特・殊・部・隊（ハミル〈レネ・リヴェラ〉）
- ロード・オブ・ザ・リング シリーズ
  - ロード・オブ・ザ・リング（イシルドゥア）
  - ロード・オブ・ザ・リング/二つの塔（マドリル）
  - ロード・オブ・ザ・リング/王の帰還（マドリル）
- ローン・レンジャー（ブッチ・キャベンディッシュ〈ウィリアム・フィクナー〉）
- ロッキー3（サンダーリップス〈ハルク・ホーガン〉）※日本テレビ版
- ロミオ+ジュリエット（テッド・モンタギュー〈ブライアン・デネヒー〉）※ソフト版
- ロング・エンゲージメント（フランシス・"シ・スー"・ゲニャール〈ドニ・ラヴァン〉）
- ロンゲスト・ヤード（ベイビー・フェイス・ボブ、ガーナー看守）
- ワイルド・ワイルド・ウエスト（警備員）

#### ドラマ
- アグリー・ベティ2（ジーン・シモンズ）
- アリー my Love（ランカー判事〈ジャック・シアラー〉）
- アンフォゲッタブル 完全記憶捜査 シーズン1 #15（ジョセフ “ジョー”・ヘイガン〈アル・サピエンザ〉）
- ER緊急救命室
  - シーズン4（ファジオ、チャタロウスキー）
  - シーズン5（マトソン、ハロルド）
  - シーズン10 #4（リック・マザーズ〈リチャード・コックス〉）
- イン・ザ・ビギニング（ラメセス1世〈クリストファー・リー〉）
- WITHOUT A TRACE/FBI 失踪者を追え!
  - シーズン1（エイバー〈アーニー・ハドソン〉）
  - シーズン2（ドミトリー）
  - シーズン3（オルリー）
- X-ファイル2016（Dr.ロマーノ・ヴィッチ〈リチャード・ニューマン〉）
- NCIS: ニューオーリンズ シーズン1 #6（ジョン・ネヴィル兵曹長〈ロドニー・ローランド〉）
- NCIS 〜ネイビー犯罪捜査班 シーズン4（モリス刑事〈マイケル・ウィアリー〉）
- FBI犯罪特捜班 C-16（マル・ロビンソン〈モリス・チェストナット〉）
- 絹の疑惑 シルク・ストーキング（ハッチ署長、ハドソン警部補〈ロバート・ゴセット〉）
- キャッスル 〜ミステリー作家は事件がお好き シーズン3 #13（ゲイリー・マカリスター〈ブライアン・グッドマン〉）
- クォーリーと呼ばれた男（ジョー・ドン）
- グッド・ワイフ5（バール・プレストン〈F・マーリー・エイブラハム〉）※3代目
- グッド・ファイト（バール・プレストン〈F・マーリー・エイブラハム〉）
- クリミナル・マインド FBI行動分析課
  - シーズン3（ビクター・バーンズ刑事）
  - シーズン5（ロバート・マシュー・バーク）
  - シーズン11（ジョー・ウォルシュ〈本人〉）
  - シーズン12（アルバート・ルイス〈スタン・ショウ〉）
- GRIMM/グリム（フランコ〈ロバート・ブランチ〉、レオ・テイモア〈ニック・チンランド〉）
- 刑事ヴァランダー4 ザ・ファイナル
- 刑事ナッシュ・ブリッジス
  - シーズン2 #14（ジャック・アーチャー）
  - シーズン5 #3（フランク・マディガン〈ディーン・ノリス〉）
- コールドケース7 ザ・ファイナル
- コバート・アフェア シーズン2（ヘンリー・ウィルコックス〈グレゴリー・イッツェン〉）
- ザ・ソプラノズ 哀愁のマフィア（シルヴィオ・ダンテ〈スティーヴン・ヴァン・ザント〉）
- ザ・ホワイトハウス（リチャードソン〈トム・バリー〉）
- 三銃士（キム・ジャジョム〈パク・ヨンギュ〉）[35]
- CSI:3 科学捜査班（リック・ウェストン〈リチャード・バージ〉）
- しあわせの処方箋
- シスター戦士（ドゥレッティ枢機卿〈ジョアキム・デ・アルメイダ〉）
- スーパーナチュラル シーズン10（ヘンゼル〈マーク・アチソン〉）
- SCORPION/スコーピオン シーズン3（マドックス〈ケビン・ゲージ〉）
- スタートレック:ヴォイジャー（タニス（ゲイリー・グラハム）、ティーロ・アネイス〈キース・ザラバッカ〉）
- スタートレック:ディープ・スペース・ナイン（レガート・ブロカ）
- ダークエンジェル（ジョシュア〈ケヴィン・デュランド〉）※ソフト版
- ターザンの大冒険（キャスカ）※NHK-BS2版
- ターミネーター:サラ・コナー クロニクルズ（ガード）
- 第一容疑者7 裁かれるべき者（ラジオ・チョーカー）
- チャームド 〜魔女3姉妹〜（ルシャス、タイ）
- 超人ハルク（ジャック・マギー）※ソフト版
- デスパレートな妻たち6
- デスパレートな妻たち8（ドニー〈サル・ランディ〉）
- 24 -TWENTY FOUR-（サイエド・アリ〈フランチェスコ・クイン〉）
- 特務指令 エア・アメリカ（ハリー・ファーヴァーシャム〈マーク・リンゼイ・チャップマン〉）
- ナイトシフト2 真夜中の救命医（ウォルト〈ウェンデル・ピアース〉）
- ナイトライダー NEXT（トラビス・ブエッレ）
- NIKITA / ニキータ
- 西海岸捜査ファイル グレイスランド シーズン3（マルトゥン・サルキシアン〈ピーター・ストーメア〉）
- ハイスクール・ウルフ（アポカリプス）
- ハイテク武装車バイパー シーズン1 #12（アラン・リース〈スティーヴン・マクト〉）
- パパにはヒ・ミ・ツ シーズン2 #10（ジョー）
- バビロン5（ボグス〈ドン・ストラウド〉）
- HAWAII FIVE-0
  - シーズン2 #5 #19 #22（ヴィンセント・“バーニー”・フライヤー警部〈トム・サイズモア〉）
  - シーズン7 #14（パンピー〈本人〉）
- 犯罪捜査官ネイビーファイル
  - シーズン7 #14（ジェリー局長〈ディーン・ノリス〉）
  - シーズン10 #2（トーマス・エルガード〈ジェイソン・ベギー〉）
- パンデミック・アメリカ（フランク・クライン〈ダニー・ヒューストン〉）
- V.I.P.（グリスピー刑事〈ハビエ・グラジェダ〉）
- FARGO/ファーゴ（トリポリ）
- FRINGE/フリンジ ファイナル（マンフレッティ）
- VEGAS/ベガス（ポーター・ゲインズリー〈マイケル・アイアンサイド〉）
- 弁護士イーライのふしぎな日常（ジェイク）
- BONES（アンジェラの父〈ビリー・ボギンズ〉）
- MACGYVER/マクガイバー シーズン5 #14（ミルトン・ボーザー〈アーニー・ハドソン〉）
- マンダロリアン（ゴア・コレシュ〈ジョン・レグイザモ〉）
- 名探偵ポワロ ※NHK版
  - 100万ドル債券盗難事件（ギャンブラー、取り立て人）
  - メソポタミア殺人事件（警官、ホテル客）
  - 死との約束（グレビル・ポイントン卿〈ティム・カリー〉）
- 名探偵モンク
  - シーズン3 #14（ダレン・カイン〈エリック・アラン・クレイマー〉）
  - シーズン7 #12（フランク・ウィリス警部〈ウェイド・ウィリアムズ〉）
- THE MENTALIST メンタリストの捜査ファイル5 #19（ホリス・パーシー〈スティーヴン・マクト〉）
- ヤング・スーパーマン（マクナリー）
- ライ・トゥ・ミー 嘘は真実を語る シーズン2 #10（ビル・スティールFBI特別捜査官〈ミゲル・フェラー〉）

#### アニメ
- アダムス・ファミリー2 アメリカ横断旅行!（BBロニー[36]）
- アトランティス 失われた帝国
- アルジュンの大冒険 〜氷の蓮の謎〜[37]（リシュモク）
- イン・ヤン・ヨー!（ナイトマスター）
- エル・ドラド 黄金の都（ザラゴザ）
- オープン・シーズン2 ペット vs 野生のどうぶつたち（ルーファス）
- サーフズ・アップ2（アンダーテイカー）
- ジャスティス・リーグ（アクアマン）
- スパイダーマン（担当時期：2003年夏頃 - 2010年1月3日）
  - スパイダーマン（J・ジョナ・ジェイムソン）※1981年版
  - スパイダーマン（J・ジョナ・ジェイムソン）※1967年版
  - スパイダーマン (1994年版)（J・ジョナ・ジェイムソン）※1994年版
  - スパイダーマン・アンリミテッド（J・ジョナ・ジェイムソン）
  - スパイダーマン&アメイジング・フレンズ（J・ジョナ・ジェイムソン）※トゥーンディズニー版
  - スペクタキュラー・スパイダーマン（ビッグマン / ロニー・トンプソン・リンカーン / トゥームストーン、セルゲイ・クラヴィノフ / クレイヴン・ザ・ハンター）
- スポンジ・ボブ/スクエアパンツ ザ・ムービー
- ピーター・パン2 ネバーランドの秘密
- ベン10（魔法使いヘックス）
- ボルトロン
- ホワット・イフ...?（テイザーフェイス）
- ミュータントタートルズ（2014年版）（レザーヘッド）
- BIONICLE2 -メトロ・ヌイの伝説
- 勇者ソー 〜アスガルドの伝説〜（スリュム）※ディズニーXD版
- リトル・ベア（パパ）
- LEGO(R)ジュラシック・ワールド:インドミナス大脱走!（ホスキンス）

#### その他
- アプレンティス4 セレブたちのビジネス・バトル（ゲイリー・ビジー）
- 本当にあった奇妙な科学実験史（ディスカバリーチャンネル） - ジョン・ノーブルの声

### 特撮
- 海賊戦隊ゴーカイジャー（2011年、ボンガンの声）

### テレビドラマ
- 特捜最前線 第112話「赤い殺意を飼う女!」（1979年、テレビ朝日 / 東映）
- 俺たちは天使だ!（1979年、日本テレビ）
- メガロマン 第28話「必殺の戦士 野牛怪獣バッファローン」（1979年12月3日、フジテレビ / 東宝株式会社） - ハイム
- 太陽にほえろ! 第622話「ブルースの賞金稼ぎ」（1984年、テレビ朝日 / 東宝） - 強盗
- スクール☆ウォーズ（1984年、TBS / 大映テレビ） - 藤堂誠也
- 誇りの報酬 第25話「あの美女は誰だ?!」（1986年、NTV / 東宝） - 偽造紙幣組織一味
- はぐれ刑事純情派 第2シリーズ 第8話「能登の人妻から来た手紙」（1989年、テレビ朝日 / 東映） - 森村次郎
- 男と女のミステリー / 昭和推理傑作選「陰獣」（1990年、フジテレビ）
- 仕掛人・藤枝梅安 第1話「梅安二人旅」（1991年、フジテレビ / 国際放映） - 毒蝮の浪人
- 豆腐屋直次郎の裏の顔 第2話「美人が隠した二億四千万」（1992年7月14日、朝日放送 / アズバーズ） - 唐沢
- 火曜サスペンス劇場（テレビ朝日）
  - 名無しの探偵・11「ガラスの少女」（1995年） - 土田幸一
  - 新任判事補・2（1995年）
  - 検事霧島三郎・4（1998年） - 津島芳夫
- 雲霧仁左衛門（1995年、フジテレビ / 松竹） - 粂三
- 快刀!夢一座七変化 第11話「取り戻せ!汗と涙の二千両!!」（1996年、テレビ朝日 / 東映） - 鎌田平内
- 木曜劇場  COACH 第3話「その女をなぐる」（1996年、フジテレビ）
- 大岡越前 第14部 第11話「狐火の五千両」（1996年8月26日、TBS / C.A.L） - 留松
- 水戸黄門 第25部 第10話「涙涙の父娘櫛 -岸和田-」（1997年2月24日、TBS / C.A.L） - 勘定奉行 味岡幹十郎
- 鬼平犯科帳 第7シリーズ 第13話「二人女房」（1997年、フジテレビ / 松竹） - 捨蔵
- 金曜エンタテイメント 鑑定人 神崎竜治・2「極意は片想いにあり」（1997年、フジテレビ）
- はみだし刑事情熱系 第2シリーズ 第3話「父を夢みた凶悪犯」（1997年、テレビ朝日 / 東映） - 坂巻達夫
- 月曜ドラマスペシャル（TBS / 松竹）
  - ヤマ勘記者の事件日誌・1「北の天使たち」（1997年）
  - 弁護士高見沢響子・1「愛しすぎて殺す女」（1998年） - 検事
- 御家人斬九郎 第2シリーズ 第10話「おみなえし」（1997年、フジテレビ / 映像京都） - 堀江伊左衛門
- 剣客商売 第1シリーズ 第4話「御老中暗殺」（1998年、フジテレビ / 松竹） - 原 粂太郎
- 隠密奉行朝比奈 第10話「阿蘇山火口の決闘、清正公の秘宝」（1998年、フジテレビ / 東映） - 五木啓介
- 松本清張スペシャル・内海の輪（2001年、日本テレビ） - 亀井義彦
- 土曜ワイド劇場（テレビ朝日）
  - 西村京太郎トラベルミステリー「日本縦断殺人ルート」（1992年） - 久保寺
  - 新・赤かぶ検事奮戦記・12「被告人は二度殺される!」（2001年） - 及川鉄三
  - 少年被疑者 15歳は本当に真犯人なのか?（2002年）
  - 天才刑事・野呂盆六・1「スワンの涙」（2007年） - 影山
- 遺留捜査 スペシャル「糸村vs天狗vs天才ハッカー!?謎の修験道者が殺害された。」（2018年11月11日、EX / 東映） - 黒田
- ドラマBiz リーガル・ハート 〜いのちの再建弁護士〜 第3話（2019年8月5日、TX）

### 映画
- 美加マドカ 指を濡らす女（1984年、日活） - 神西俊一郎
- テルマエ・ロマエII（2014年） - ローマ人の声

### オリジナルビデオ
- 本気!（ナレーション）

### 舞台
劇団雲公演
- 審判(1973年、三百人劇場)
- 堂々たるコキュ(1973年、三百人劇場·主演·高木均)
- 海神別荘(1973年·三百人劇場·劇団雲、演出·芥川比呂志)
- おばけリンゴ(1973年·演出·小森美巳)
- 黄金の国(1974年·三百人劇場·劇団雲)
- 世は無情…浮世名残りの冬の夜ばなし(1975年·三百人劇場·劇団雲·作·演出 森泉博行)

プロデュース公演
- マクベス(1976年、日生劇場·平幹二朗·坂東玉三郎…)
- オイディプス王(1978年、無名塾公演 演出·隆巴 主演·仲代達矢)
- ピサロ(1985年、パルコ劇場 主演·山﨑努·渡辺謙)
- コリオレイナス(1986年、パルコ劇場 主演·山﨑努)
- リチャード三世(1987年、パルコ劇場 主演·山﨑努)
- 夏の夜の夢（1988年、PARCO劇場 オーベロン）
- マクベス(1989年、セゾン劇場　主演·山﨑努)
- テラ·ノヴァ(1990年、下北沢スズナリ 演出·三田地里穂 主演·佐古正人)
- ドン・ジュアン(1990年、シアター・サンモール 木山事務所 ドン・ジュアン )
- 空の耳(1992年、二兎社公演19 本多劇場·作·演出·永井愛)
- 紙の旗(2015年、シアター711 作·演出·内藤裕子)
- 音楽劇 クリスマス・キャロル(2016年·俳優座劇場)

演劇集団円公演
- 世は無情…浮世名残りの夏の夜ばなし(ABCホール·作·森泉博行 演出·岸田良二)
- 宮城野(1978年、作·矢代静一　演出·岸田良二)
- 夏の夜の夢(1979年、演出·森泉博行)
- 間違いつづき(1980年、演出·安西徹雄)
- 海神別荘(1981年、演出·宮永雄平、監修·芥川比呂志)
- ベケット(1982年、演出·岸田良二)
- ハムレットQ1(1983年、主演·橋爪功 演出·安西徹雄)
- 十二夜(1992年、紀伊國屋ホール　演出·安西徹雄)
- 空騒ぎ(2000年、紀伊國屋ホール　演出·安西徹雄)
- 風流線(2004年、紀伊國屋ホール　作·泉鏡花)
- アフリカの太陽(2005年、ステージ円　作·演出·宋英徳)
- シーンズ フロム ザ ビッグ ピクチュアー（2010年、紀伊国屋ホール　演出·平光拓也)
- 宝島(2011年、シアターXカイ 演出·平光拓也)
- ガリレイの生涯（2012年、シアタートラム 演出·森新太郎）
- 囁谷シルバー男性合唱団(2014年、作·角ひろみ 演出·平光拓也)

### その他コンテンツ
- 機動戦士ガンダム0079カードビルダー（デニム）

### シリーズ一覧
1. ↑  第1期（2006年）、第2期『解』（2007年）
2. ↑  第1期（2007年）、第2期『翼竜伝説』（2008年）
3. ↑  第1期（2010年）、第2期『ぬらりひょんの孫 〜千年魔京〜』（2011年）
4. ↑  第1期（2012年）、第2期『PERFECT ORDER』（2012年）
5. ↑  Season 1（2022年）、Season 2（2023年）
6. ↑  第一期（2023年）、第二期（2025年）
7. ↑  『SPIRITS』（2007年）、『OVER WORLD』（2012年）、『GENESIS』（2016年）、『ETERNAL』（2025年）
8. ↑  『ドラゴンボールヒーローズ』、『スーパードラゴンボールヒーローズ』